# 汪永瑞
汪永瑞，南直隸蘇州府長洲縣（今江蘇省蘇州市）人，清朝政治人物、進士出身。
順治四年，登進士。后授刑部貴州清吏司主事、四川順慶府知府。顺治十六年，任河南按察使司副使。次年改河南提學道。